# Bedrageri
 For alternative betydninger, se Bedrageri (flertydig). (Se også artikler, som begynder med Bedrageri)
Bedrageri er en formueforbrydelse, som består i, at man ved at vildlede nogen får dem til at handle anderledes end de ellers ville, og dermed fremkalder et uberettiget økonomisk tab hos andre og hos sig selv en vinding.

## Straffeloven
Vildledningen skal være sket forsætligt, dvs., at en uagtsom vildledning ikke falder ind under straffelovens § 279.
Bedrageri er strafbart efter straffelovens § 279:
§ 279. For bedrageri straffes den, som, for derigennem at skaffe sig eller andre uberettiget vinding, ved retsstridigt at fremkalde, bestyrke eller udnytte en vildfarelse bestemmer en anden til en handling eller undladelse, hvorved der påføres denne eller nogen, for hvem handlingen eller undladelsen bliver afgørende, et formuetab.
Strafferammen er fængsel i op til et år og seks måneder (§ 285), men kan stige til fængsel i op til 8 år, hvis forbrydelsen er af særlig grov beskaffenhed (§ 286, stk. 2).

### Eksempler
En fodboldspiller, fik i 2008 tre måneders betinget fængsel for at have misbrugt en venindes kreditkort til spil på internettet for 40.000 kroner.
Han erkendte bedrageriet og var i behandling for ludomani.
I en vidt omtalt sag blev en kendt finansmand idømt seks år i fængsel blandt andet for bedrageri med op mod 210 millioner kroner mod en fond.
Annoncehajer kan dømmes for bedrageri. I en straffesag mod en formodet annoncehaj blev en administrerende direktør i 2007 således idømt 2,5 års ubetinget fængsel.
Bedrager en person en offentlig myndighed taler man om socialt bedrageri. En kvinde blev idømt tre måneders betinget fængsel og 80 timers samfundstjeneste for at have modtaget boligsikring, børnetilskud og nedsat daginstitutionsbetaling i over to år, som følge af at hun oplyste at hun boede alene med sine to børn, på trods af at hun i perioden havde boet sammen med mænd.

## Svig
Svig er et juridisk begreb, som betegner det forhold bevidst at give urigtige oplysninger ofte med det formål at opnå økonomisk fordel. Svig er en strafbar handling. Det fremgår både af aftaleloven og straffeloven. Endvidere forbyder også udlændingeloven svig. Landbrugsstyrelsen oprettede i 2019 en enhed for svigagtige forhold. Enheds navn er Svig & Omgåelse.

### Typer af svig
- Assurancesvig kaldes også forsikringssvindel;[12] og betegner en type økonomisk kriminalitet, som sker ved at give sit forsikringsselskab urigtige oplysninger for at opnå en uberettiget erstatning.[13]
- Mandatsvig består i at på vegne af andre at sikre sig økonomisk vinding.[14]
- Skattesvig betegnes også skatteunddragelse.[15]

- Skyldnersvig består i, at man bevidst forringer sin mulighed for at tilbagebetale sin gæld.[16]

I 2022 fik en sag om mulig svig mod Varde kommune meget presseomtale. For ifølge flere medier gav flere parter i sagen urigtige oplysninger med det formål at opnå økonomisk tilskud.